# Touit purpuratus
Il pappagallino groppazaffiro (Touit purpuratus Gmelin, 1788) è un uccello della famiglia degli Psittacidi. La specie presenta piumaggio generale verde intenso e taglia attorno ai 17 cm. Sono censite due sottospecie del tutto simili: T. p. purpuratus e T. p. viridiceps (con la testa verde, priva del colore bruno). Presenta fronte, corona, nuca e auchenio verde-bruni, ali verdi con copritrici brune e bordo blu, groppone blu zaffiro, coda verde con banda rossastra ai lati. Il maschio si differenzia dalla femmina per la colorazione blu più estesa sul groppone e per quella bruna più scura. Vive in Colombia, Ecuador, Perù, Brasile, Venezuela e Guyana, dove sceglie foreste fitte fino ai 1200 metri di quota.